# Joerie Vansteelant
Joerie Vansteelant (Torhout, 21 de junio de 1982) es un deportista belga que compitió en duatlón.
Ganó una medalla en el Campeonato Mundial de Duatlón de 2010. Además, obtuvo cinco medallas en el Campeonato Mundial de Duatlón de Larga Distancia entre los años 2006 y 2012, y una medalla en el Campeonato Europeo de Duatlón de Larga Distancia de 2012.

## Palmarés internacional
| Campeonato Mundial | Campeonato Mundial       | Campeonato Mundial | Campeonato Mundial |
| Año                | Lugar                    | Medalla            | Prueba             |
| ------------------ | ------------------------ | ------------------ | ------------------ |
| 2010               | Edimburgo ( Reino Unido) | Medalla de bronce  | Individual         |

| Campeonato Mundial | Campeonato Mundial                | Campeonato Mundial | Campeonato Mundial |
| Año                | Lugar                             | Medalla            | Prueba             |
| ------------------ | --------------------------------- | ------------------ | ------------------ |
| 2006               | Fredericia ( Dinamarca)           | Medalla de bronce  | Individual         |
| 2007               | Richmond ( Estados Unidos)        | Medalla de oro     | Individual         |
| 2008               | Geel ( Bélgica)                   | Medalla de oro     | Individual         |
| 2011               | Zofingen ( Suiza)                 | Medalla de oro     | Individual         |
| 2012               | Zofingen ( Suiza)                 | Medalla de oro     | Individual         |
| Campeonato Europeo |                                   |                    |                    |
| Año                | Lugar                             | Medalla            | Prueba             |
| 2012               | Horst aan de Maas ( Países Bajos) | Medalla de oro     | Individual         |